# Сиссе, Шейк Саллах
Шейк Саллах Сиссе (фр. Cheick Sallah Cissé, род. 19 сентября 1993 года) — ивуарийский тхэквондист, олимпийский чемпион 2016 года, двукратный чемпион Африки, серебряный призёр Кубка мира. Первый и единственный олимпийский чемпион от Кот-д’Ивуара.